# Hans Freistadt
Hans Freistadt (ur. 6 lipca 1945 w Vinkovci w ówczesnej Jugosławii, zm. 23 października 2019) – niemiecki bokser startujący w barwach RFN, mistrz Europy z 1965.
Startował w wadze muszej (do 51 kg). Był kandydatem do występu we wspólnej reprezentacji Niemiec na igrzyskach olimpijskich w 1964 w Tokio, ale w decydującej walce przegrał z Ottonem Babiaschem z NRD.
Swój największy sukces odniósł na mistrzostwach Europy w 1965 w Berlinie. Wygrał tam cztery walki (w tym finałową z Hubertem Skrzypczakiem) i został złotym medalistą. Na kolejnych mistrzostwach Europy w 1967 w Rzymie mu się nie powiodło, gdyż przegrał pierwszą walkę z Piotrem Gorbatowem z ZSRR. Wystąpił również na mistrzostwach Europy w 1971 w Madrycie, lecz przegrał pierwszą walkę z Wiktorem Zaporożcem z ZSRR
Freistadt był mistrzem RFN w wadze muszej w 1964, 1965, 1967, 1970 i 1972, a także mistrzem juniorów w 1962 i 1963.
Stoczył 138 pojedynków bokserskich, z których wygrał 123. 15 razy wystąpił w reprezentacji RFN. Walczył w niej m.in. z Arturem Olechem w 1965, Karolem Czempikiem w 1967 i Hubertem Skrzypczakiem w 1970 (wszystkie trzy pojedynki przegrał).
Później został piosenkarzem i prowadził restaurację w Böhl-Iggelheim.